# Button Islands
Button Islands – grupka małych wysp w północnej części Archipelagu Ritchie w Andamanie Środkowym. Swoją nazwę zawdzięczają niewielkim rozmiarom.
W skład grupy wchodzą:
| North Button                                  | Middle Button                                 | South Button                                  |
| 12°19′03,1″N 93°04′10,2″E/12,317528 93,069500 | 12°16′36,0″N 93°01′34,2″E/12,276667 93,026167 | 12°13′26,8″N 93°01′13,8″E/12,224111 93,020500 |
|                                               |                                               |                                               |
| 0,25 km²                                      | 0,4 km²                                       | 0,1 km²                                       |